# Grödby (Bromölla)
Grödby is een plaats in de gemeente Bromölla in het Zweedse landschap Skåne en de provincie Skåne län. De plaats heeft 56 inwoners (2005) en een oppervlakte van 17 hectare. Grödby wordt omringd door zowel landbouwgrond (voor een groot deel akkers) als bos. De bebouwing in het dorp bestaat grotendeels uit vrijstaande huizen en boerderijen. Het dorp ligt ongeveer tussen de plaatsen Bromölla en Sölvesborg in, beide plaatsen liggen op zo'n vijf kilometer afstand.